# Alapaha Blue Blood Bulldog
L'Alapaha Blue Blood Bulldog est une race de chiens.
Descendant du Old English Bulldog

## Histoire
Cette race de chien trouve son origine dans la région de la rivière Alapaha dans la Géorgie aux États-Unis, plus précisément au sud de cette région. Il gardait les plantations dans cette région. Cette race a été sauvée in extremis de l'extinction grâce au travail assidu de quelques passionnés.

## Description
La robe de l'Alapaha Blue Blood Bulldog peut revêtir toutes les couleurs associées à du blanc. La robe blanche unicolore est acceptée mais pas recherchée. Le tricolore est interdit, ainsi que les masques noirs, les robes unies et les robes avec plus de 50 % de couleur bringée.
Ce chien mesure entre 50 et 70 cm au garrot environ, pour un poids compris entre 30 et 50 kg. Ses mâchoires sont puissantes et son corps est trapu et robuste. L'Alapaha Blue Blood Bulldog est musclé et puissant.

## Comportement
Bon chien de garde, l'Alapaha Blue Blood Bulldog est protecteur et fidèle. Il est proche des personnes qui l'entourent et est très affectueux. Il est protecteur, ce qui en fait un compagnon capable de garder une propriété. Il est assez calme et tranquille mais a besoin d'espaces pour vivre, et il doit avoir accès à un jardin.